# Ardagh (Longford)
Ardagh (irisch Ardach, älter Ardachadh, „hohes Feld“) ist eine Ortschaft im County Longford, Irland.
Große Teile des Ortes sind im 19. Jahrhundert als Reihenhaus-Siedlungen errichtet worden und haben für die gelungene Revitalisierung mehrere Auszeichnungen erhalten, z. B. den Prix d'Honneur of the Entente Florale und den Sieg beim Irish Tidy Towns Competition in den Jahren 1989, 1996 und 1998.
Ardagh war einst Sitz des Bistums Ardagh, heute ist es Longford.

## Geschichte und Mythologie
Der Ort ist bekannt wegen einiger vorchristlicher und christlicher archäologischer Fundstellen. So soll der heilige Patrick von Irland die Kirche von St. Mel (Cathedral St. Mel) im 5. Jahrhundert erbaut und als Bischofssitz begründet haben. Sie ist ein irisches National Monument. Im Ardagh's Heritage Centre ist eine Ausstellung der historischen Sehenswürdigkeiten gesammelt.
In der Nähe befindet sich der Hügel Brí Léith („Hügel des Grauen“, Slieve Callory), der nach der irischen Mythologie der Sitz des Gottes Midir gewesen sein soll, als Teil der „Anderen Welt“.